# Leptomeryx
Leptomeryx ist eine ausgestorbene Gattung der Paarhufer. Innerhalb dieser gehört sie zu den frühesten Vertretern der Wiederkäuer und wird der ebenfalls erloschenen Familie der Leptomerycidae zugerechnet, welche den heutigen Hirschferkeln nahesteht. Das überwiegende fossile Material wurde in den Badlands im Mittleren Westen der USA gefunden. Dort entstammt es den verschiedenen Ablagerungseinheiten der White-River-Gruppe, die mit der Chadron- und der Brule-Formation im Oberen Eozän und im Unteren Oligozän entstand, also in einem Zeitraum von vor 37 bis 32 Millionen Jahren. Darüber hinaus liegen auch Reste aus dem südlichen Kanada und aus Mexiko vor. Wissenschaftlich benannt wurde die Gattung im Jahr 1853. Es sind mehrere Arten beschrieben worden.
Vor allem aus den Badlands sind zahlreiche Skelettfunde von Leptomeryx überliefert. Diesen zufolge handelt es sich um einen kleinen Angehörigen der Wiederkäuer von der Größe einer heutigen Hauskatze. Markant waren der kurze Hals und die langen sowie schlanken Gliedmaßen, von denen die hinteren die vorderen deutlich an Länge übertrafen. Abweichend von den heutigen Hirschferkeln verfügten die Tiere nicht über einen vergrößerten oberen Eckzahn. Vermutlich lebten sie in Herden und ernährten sich überwiegend von weicher Pflanzenkost. Als bevorzugte Habitate können für das Obere Eozän weitgehend Wälder angenommen werden. Im Unteren Oligozän drangen die Tiere dann stärker in die sich damals ausbreitenden offenen Landschaften vor. Dort wurde Leptomeryx zumindest innerhalb der Fossilgemeinschaft der White-River-Gruppe ein dominierender Vertreter der Huftiere.

## Merkmale

### Habitus
Leptomeryx war ein kleiner Vertreter der Paarhufer. Er wies die Größe einer heutigen Hauskatze oder eines Feldhasen auf. Gewichtsangaben liegen bei rund 2,5 kg. Aufgrund zahlreicher Funde ist der Aufbau des Körperskeletts relativ gut belegt. Im äußeren Erscheinungsbild ähnelten die Tiere wohl den Hirschferkeln. Auffallend waren die langen und schlanken Gliedmaßen, bei denen die hinteren die vorderen deutlich an Länge übertrafen. Der Hals war insgesamt relativ kurz und der Rumpf vor allem im Lendenbereich gestreckt. Zudem besaßen die Tiere einen kurzen Schwanz.

### Schädel- und Gebissmerkmale

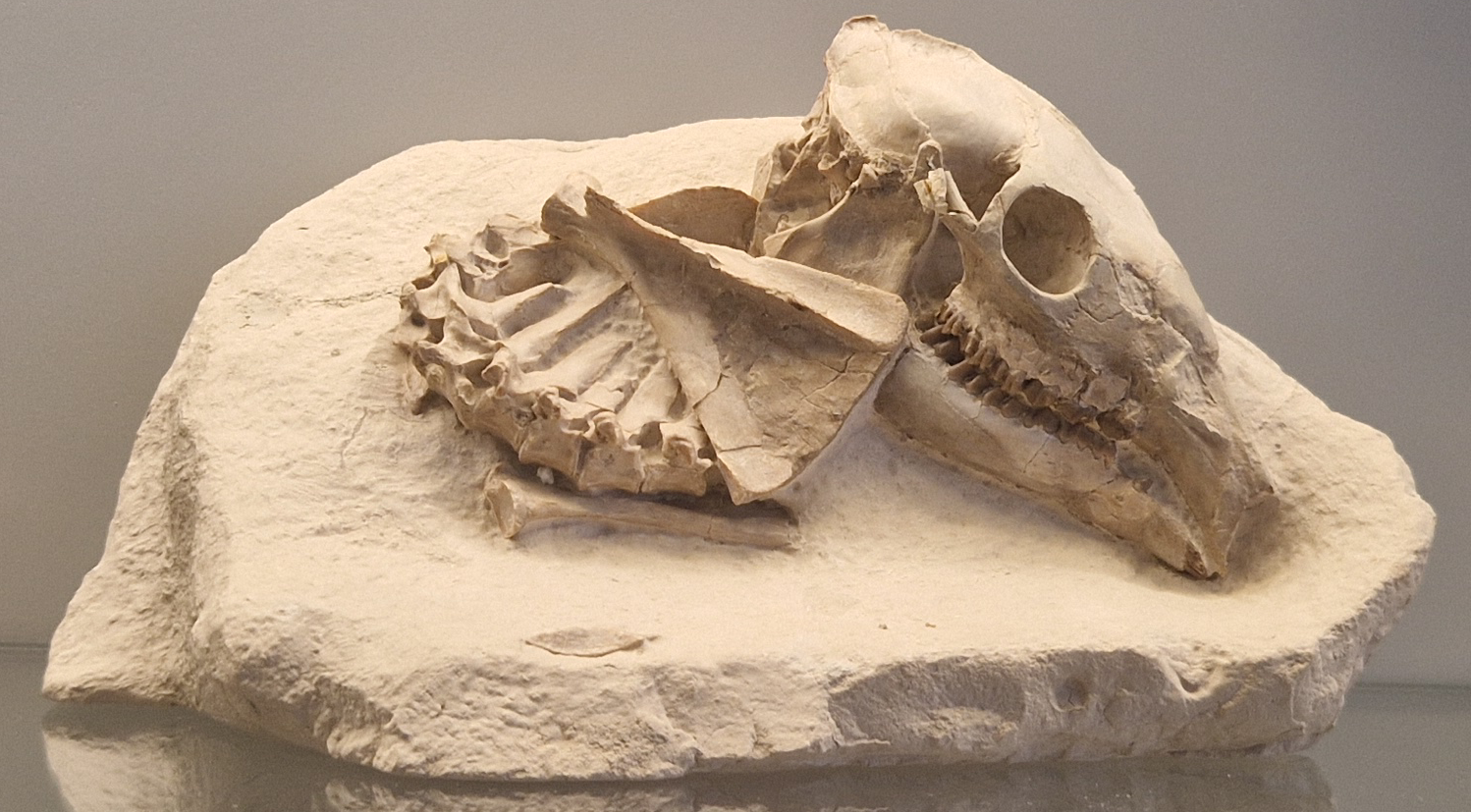
Schädel von Leptomeryx aus der White-River-Gruppe

Gut erhaltene Schädel sind nur wenige präsent. Der Schädel maß rund 10,7 cm in der Länge. Die Breite am Hirnschädel betrug 3,3 cm, an der Orbita 5,0 cm. Hinter den Augenfenstern engte er auf 2,2 cm ein. Allgemein war der Schädel langgestreckt und flach. Die Stirnlinie wölbte leicht auf, was in einem niedrigen Hinterhaupt und Rostrum resultierte. Der hintere Schädelabschnitt war etwas länger als der Schnauzenabschnitt. Dennoch zog das Rostrum lang aus und zeigte so eher Ähnlichkeiten zu dem der Kamele als zu dem der Hirschferkel. In Aufsicht von oben war es breiter als bei Hypertragulus und wies abweichend von diesem im mittleren Abschnitt keine auffallende Einziehung auf, so dass es sich kontinuierlich nach vorn verjüngte. Die Orbita befanden sich etwa in der Mitte des Schädels und setzten hoch an. Sie waren vergleichsweise größer als bei Hypertragulus und deutlicher vorgewölbt. Auf den Scheitelbeinen verlief ein Scheitelkamm. Er war schwach sowie niedrig ausgeprägt, allerdings länger als bei Hypertragulus. An der Schädelbasis zeigten sich die Paukenblasen als klein, jedoch größer als bei Hypertragulus. Sie waren innen hohl. Am Gaumen wurde die Trennung zwischen dem knöchernen und weichen Abschnitt durch eine erhöhte Rippel markiert, was bei Hypertragulus nicht vorkam. Zudem zog der vordere Gaumen nicht so weit vor die Eckzähne wie bei letztgenanntem. Der Unterkiefer wurde rund 8,9 cm lang. Sein horizontaler Knochenkörper war schlank und niedrig. Unterhalb des zweiten Prämolaren betrug die Höhe weniger als einen Zentimeter, unterhalb des letzten Molaren gut 1,5 cm. Die Unterkante verlief nahezu gerade. Die Symphyse am vorderen Ende dehnte sich weit aus. Der aufsteigende Ast ragte hoch auf, gut 5,1 cm, und schwang markant nach hinten. Er übertraf den Gelenkfortsatz um ein Mehrfaches an Höhe. Beide Merkmale sind ein auffallender Unterschied zu Hypertragulus. Der Winkelfortsatz wiederum hob sich deutlich aufgerundet hervor, er war nicht hakenartig gestaltet wie bei Poebrotherium.
Das Gebiss bestand aus insgesamt 36 Zähnen, die Zahnformel lautete: {\displaystyle {\frac {0.1.3.3}{3.1.4.3}}}. Wie bei vielen Wiederkäuern fehlten die oberen Schneidezähne oder waren nur rudimentär entwickelt. Ähnliches gilt für den oberen Eckzahn, der klein und damit wohl funktionslos war. Dies unterscheidet Leptomeryx von den Hirschferkeln, deren männliche Vertreter einen ausgesprochen großen oberen Eckzahn aufweisen, etwas, was auch bei Hypertragulus beobachtet werden kann. Zum nachfolgenden vorderen Prämolar bestand ein langes Diastema, das fast 2 cm beanspruchte. Im Unterkiefer übertraf der vordere Schneidezahn die beiden anderen deutlich an Größe. Der Eckzahn wiederum glich den Schneidezähnen, war also incisiform, und schloss markanterweise direkt an diese an. Die Backenzähne bildeten im Oberkiefer eine geschlossene Reihe. Im unteren Gebiss stand der erste Prämolar als charakteristisches Kennzeichen sowohl zu den vorderen als auch den nachfolgenden Zähnen durch kurze Zahnlücken isoliert und hatte eine eckzahnartige (caniniforme) Gestalt. Die Prämolaren waren oben generell klein, unten nahmen sie an Größe und Komplexität zu. Hier besaßen sie einen spitzen Haupthöcker. Typischerweise wiesen die Molaren niedrige (brachyodonte) Zahnkronen auf. Ihre Kauflächen charakterisierte ein selenodontes Muster, das heißt die Zahnschmelzfalten verliefen mondsichelförmig. Im Vergleich zu Hypertragulus waren die Mahlzähne breiter und niedriger. Die Backenzahnreihe des Oberkiefers wurde rund 3,7 cm lang, wovon mehr als die Hälfte auf die Mahlzähne entfiel. Im Unterkiefer war sie rund 4,7 cm lang mit einem ausgewogenen Verhältnis zwischen den Mahl- und Vormahlzähnen.

### Skelettmerkmale

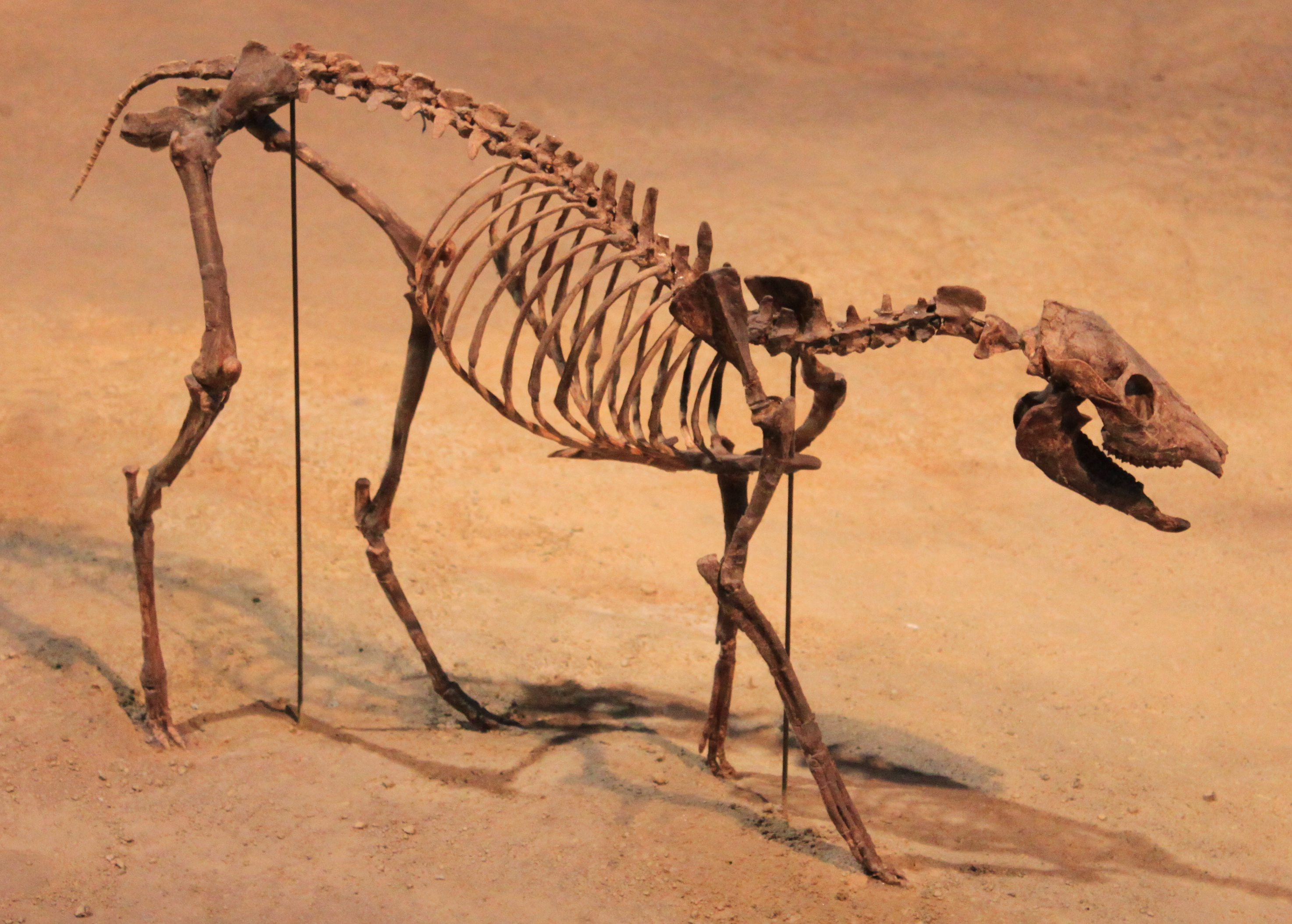
Skelettrekonstruktion von Leptomeryx

Die Wirbelsäule setzte sich aus 7 Hals-, 13 Brust-, 7 Lenden- und 4 Kreuzbeinwirbel zusammen. Schwanzwirbel sind nur selten überliefert, umfassen bei einzelnen Skelettindividuen aber bis zu acht. Der Oberarmknochen wies eine relativ kurze Gestalt mit einem großen Gelenkkopf auf. Am Unterarm waren Speiche und Elle noch getrennt, was von Hypertragulus abweicht. Die Speiche erreichte nahezu die Länge des Oberarmknochens. Der Vorderfuß hatte einen tetradactylen Aufbau, besaß also vier Strahlen, der innere (Strahl I oder Daumen) fehlte. Strahlen III und IV waren kräftig, die jeweils seitlich ansetzenden (II und V) hingegen schlank. Im Unterschied zu Hypertragulus und eher übereinstimmend mit den heutigen Hirschferkeln zeichneten sich die Knochen der Hinterbeine durch ihren langen, gestreckten Bau aus. Das längste Element des gesamten Bewegungsapparates bildete das Schienbein. Das Wadenbein war mit diesem nur am oberen Ende verwachsen, während bei Hypertragulus beide Enden mit der Tibia verschmolzen. Am Hinterfuß bildeten der dritte und vierte Mittelfußknochen das sogenannte Kanonenbein. Dieses schloss die oberen Enden der beiden jeweils seitlichen Mittelfußknochen mit ein, die ansonsten stark reduziert waren. Der gesamte Hinterfuß hatte eine didactyle Gestalt und bestand somit abweichend vom Vorderfuß aus zwei Strahlen.

## Fossilfunde

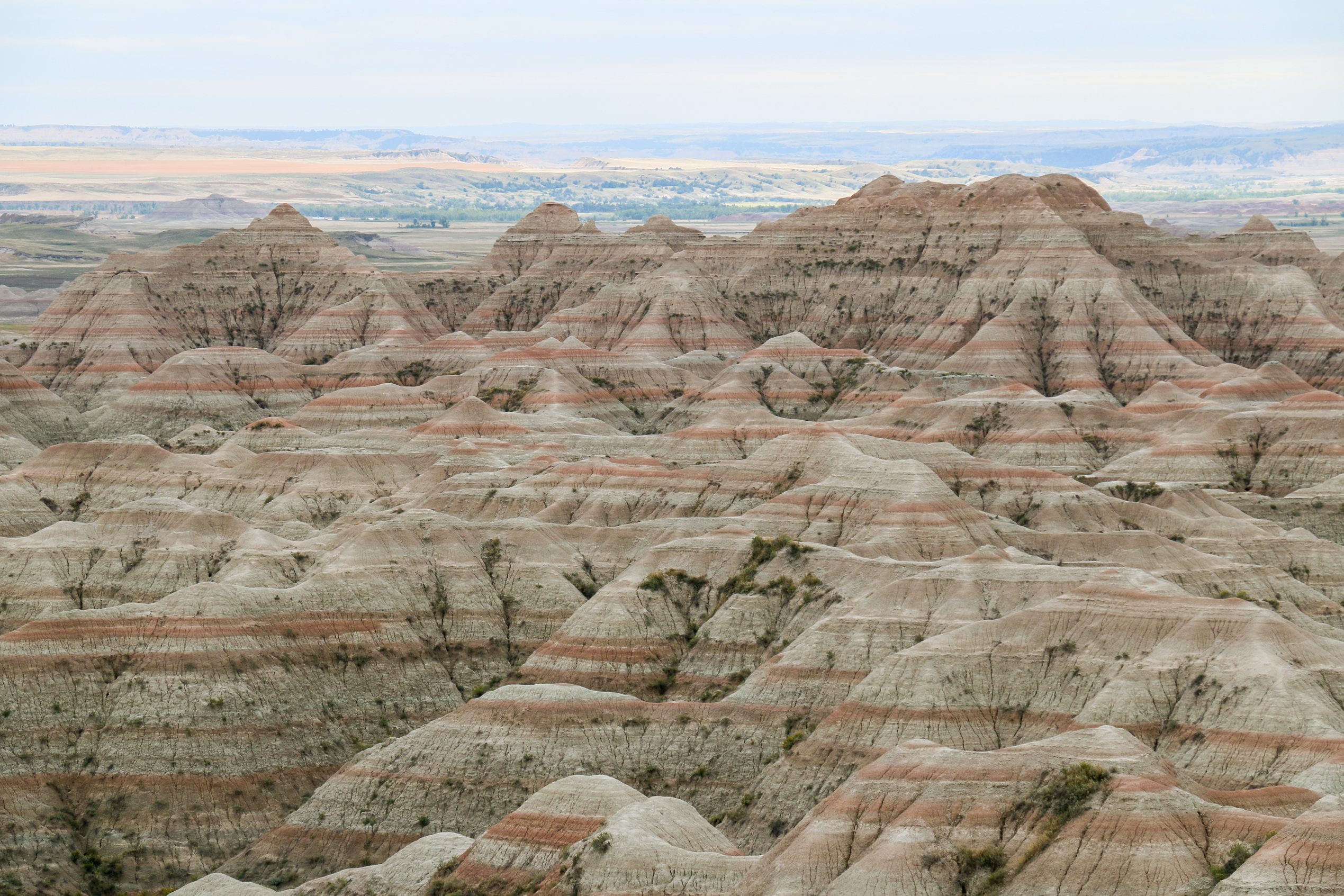
Badlands-Nationalpark in South Dakota, aufgeschlossen ist hier die Brule-Formation mit dem Scenic Member

Schädel von Leptomeryx aus der White-River-Gruppe

Funde von Leptomeryx sind aus weiten Bereichen von Nordamerika belegt. Das wichtigste Fundgebiet liegt im Einzug des White River in den US-Bundesstaaten South Dakota, Nebraska und Wyoming. Hierzu zählt auch die bedeutende Fossillagerstätte der White River Badlands, welche in Teilen durch den Badlands-Nationalpark geschützt ist. In der Region ist die sogenannte White-River-Gruppe aufgeschlossen, eine überaus fossilreiche geologische Ablagerungsfolge bestehend aus mehreren Gesteinsformationen. In der Regel werden drei Serien unterschieden: zuunterst die Chamberlain-Pass-Formation, gefolgt von der Chadron-Formation und der Brule-Formation (regional, so in Wyoming, gilt die White-River-Gruppe als untergeordnete Formation, die in ihr eingeschlossenen Gesteinseinheiten werden dann als Schichtglieder oder Member geführt). Von Bedeutung sind die beiden letztgenannten, die wiederum in mehrere Schichtglieder aufgeteilt werden können. Allgemein entstand die Chadron-Formation im Oberen Eozän vor rund 37 bis 33,8 Millionen Jahren, die Brule-Formation gehört dem Unteren Oligozän vor rund 33,8 bis 32 Millionen Jahren an. Bestätigt wird diese auf biostratigraphischen Erwägungen beruhende Einschätzung durch absolute Altersmessungen mit Hilfe der Kalium-Argon-Methode, die für ein Tuffband zwischen beiden Gesteinseinheiten einen Wert von 33,6 Millionen Jahren vor heute ergaben. Sowohl die Chadron- als auch die Brule-Formation erbrachten eine reichhaltige Fossilgemeinschaft, die neben Pflanzenresten und Wirbellosen vor allem Fische, Amphibien, Reptilien, Vögel und Säugetiere einschließen. Unter den Säugetieren sind neben verschiedensten Paarhufern auch Unpaarhufer sowie Insektenfresser, Nagetiere, Hasenartige, Raubtiere und Beuteltiere vertreten, hinzu kommen einzelne ausgestorbene Linien wie etwa die Leptictida und Pantolesta. Bezogen auf die Paarhufer bildet Leptomeryx gemeinsam mit Merycoidodon, ein kamelartiges Tier, die häufigste Form innerhalb der White-River-Gruppe.
Neben den drei genannten Bundesstaaten sind Aufschlüsse der White-River-Gruppe auch aus Colorado dokumentiert, die ebenfalls Reste von Leptomeryx erbrachten. Die weitaus nördlichsten Funde wurden bisher in der kanadischen Provinz Saskatchewan getätigt, so aus der Cypress-Hills-Formation im Südwesten. Den südlichsten Fundpunkt markiert die Yolomécatl-Formation im Nordwesten des mexikanischen Bundesstaates Oaxaca.

## Paläobiologie

### Populationsdynamik und Lebenszyklus

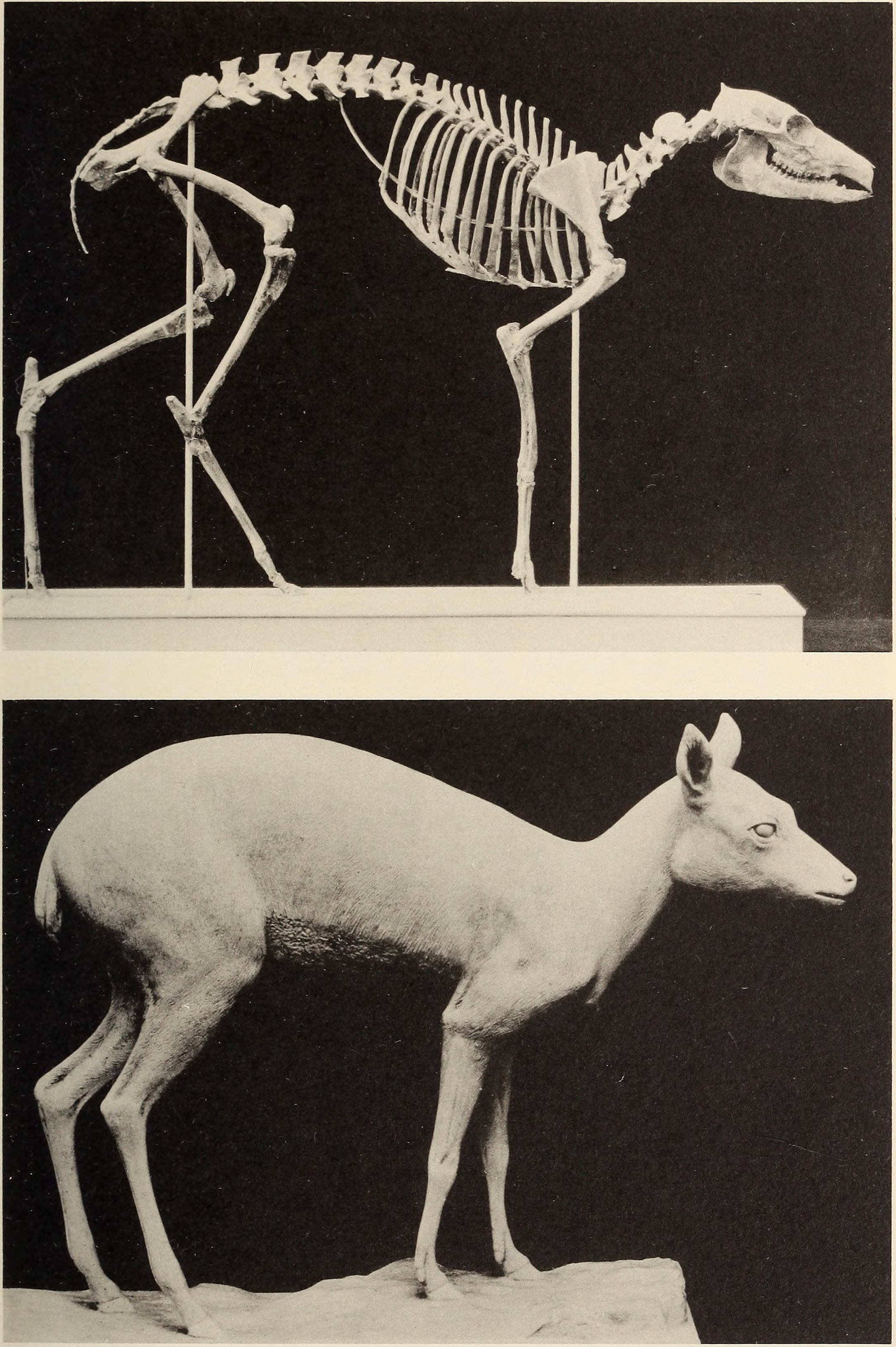
Historische Skelett- und Lebendrekonstruktion von Leptomeryx aus dem Jahr 1941

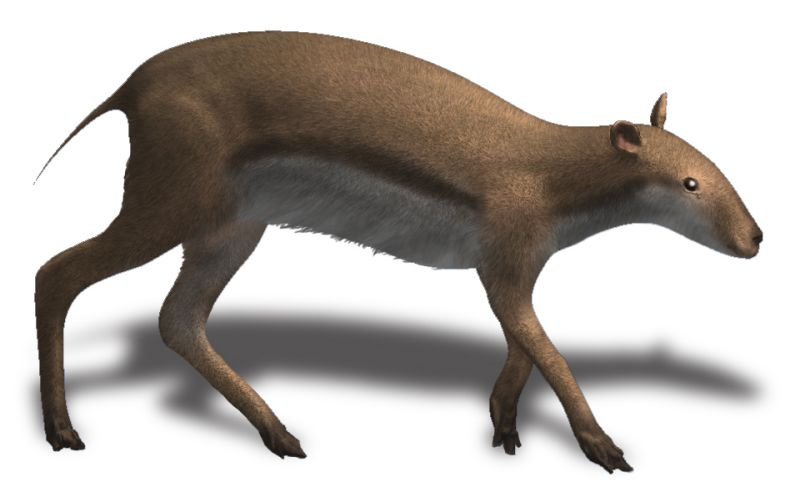
Zeitgenössische Lebendrekonstruktion von Leptomeryx

Leptomeryx gehört zu den häufiger aufgefundenen Paarhufern des Oligozän. Allein in den Badlands erbrachte das Scenic Member der Brule-Formation innerhalb der White-River-Gruppe in mehreren Sammlungen über 440 Individuen der Gattung, einzelne davon auch als weitgehend vollständige Skelette. In einigen Fällen wurden Fundblöcke geborgen, die sieben bis zwanzig individuelle Skelette umfassten. Wissenschaftler gehen aufgrund der konzentrierten Ansammlungen davon aus, dass die Tiere in Herden lebten und das gehäufte Auffinden auf lokale Massensterben zurückgehen. Untersuchungen an den Skeletten, vor allem der Abnutzungsspuren der Zähne, lassen erkennen, dass bis zu sechs Altersklassen unterscheidbar sind. Das Auftreten verschiedener Altersstufen in einer Population spricht wiederum für eine jahreszeitlich begrenzte Fortpflanzungsphase. Es ist zudem anzunehmen, dass der Fortpflanzungszyklus mit der Geburt eines einzelnen Jungtiers endete, ähnlich wie es bei zahlreichen heutigen Wiederkäuern der Fall ist. Sofern die Hirschferkel als modernes Äquivalent aufgefasst werden können, währte die Tragzeit wohl schätzungsweise rund 150 Tage. Die Lebenserwartung könnte bezogen auf die Abrasionsstadien der Zähne wohl rund acht Jahre betragen haben.

### Lebensraum
Die Lagerungsverhältnisse der meisten Funde von Leptomeryx in der Brule-Formation in den Badlands sprechen für eine Bevorzugung offener Gras- oder Savannenlandschaften. Diese begannen sich im Laufe des Oligozäns durch eine allmähliche Austrocknung des Klimas herauszubilden. In der fossilen Faunengemeinschaft der Badlands erreicht die Gattung in den offenen Landschaften einen Anteil von rund 30 %. Leptomeryx zeigt mit seinen langen und schlanken Gliedmaßen sowie zweizehigen Hinterfüßen gute Anpassungen an offene Gebiete, wo sich die Tiere im schnellen Lauf fortbewegen konnten. Die vergleichsweise hohe Häufigkeit wurde wohl durch die Abwesenheit schnellläufiger Beutegreifer begünstigt. Mitunter waren die Landschaften damals von Sümpfen durchsetzt. Diese wurden offensichtlich ebenfalls von Leptomeryx genutzt, das hier noch immer rund 23 % der Funde stellt. In den flussnahen Galeriewäldern tritt die Gattung aber kaum in Erscheinung. Hier dominierten in der Badlands-Fauna mittelgroße Formen wie Merycoidodon. Außerhalb des fundreichen Badlands-Gebietes sind Reste von Leptomeryx auch aus stärker bewaldeten Paläo-Habitaten belegt, etwa aus der Yolomécatl-Formation im südöstlichen Mexiko. Diese datiert allerdings in das Obere Eozän.  Als wahrscheinlich ist anzusehen, dass stammesgeschichtlich ältere Vertreter von Leptomeryx noch besser an waldreichere Landschaften angepasst waren und sich erst im Verlauf des Oligozäns den offenen Gebieten zuwandten.

### Ernährung
Der Wechsel vom waldreichen zu offenen Landschaftstypen im Übergang vom Eozän zum Oligozän spiegelt sich auch in der Ernährung wider. Generell wird Leptomeryx als spezialisiert auf weiche Pflanzenkost wie Blätter oder Früchte angesehen (browsing), worauf die allgemeine Gebissstruktur hinweist. Isotopenanalysen basierend auf Kohlenstoff an den Zähnen von Leptomeryx aus der Yolomécatl-Formation ergaben eine Bevorzugung von C3-Pflanzen, was auch ähnliche Untersuchungen an Funden aus den älteren Ablagerungen der Badlands unterstützen. In den jüngeren Sequenzen der Badlands zeigen Isotopenmessungen an Leptomeryx-Zähnen eine bereits deutliche Verschiebung Richtung C4-Pflanzen. Gleichzeitig vorgenommene Studien an Sauerstoff-Isotopen lassen eine hohe Wasserabhängigkeit bei Leptomeryx annehmen. Vermutet wird, dass letzteres aus einer unvollständig entwickelten Verdauung im vorderen Darmabschnitt des frühen Wiederkäuers resultiert. In einer weitergehenden Interpretation könnten die Tiere dadurch überwiegend nachtaktiv gewesen sein, da fehlende Sonneneinstrahlung eine höhere Feuchtigkeit begünstigt.

## Systematik
Leptomeryx ist eine Gattung aus der ausgestorbenen Familie der Leptomerycidae. Diese wird wiederum den Paarhufern (Artiodactyla) zugeordnet, innerhalb derer sie als näher verwandt mit den Hirschferkeln (Tragulidae) gelten. Die Leptomerycidae stehen dadurch außerhalb der übergeordneten Gruppe der Stirnwaffenträger (Pecora), aber innerhalb der Wiederkäuer (Ruminantia). Die nähere Verwandtschaft zu den Hirschferkeln wird mit dem Verweis zur Überfamilie der Traguloidea ausgedrückt, mitunter werden auch die Tragulina als höheres Taxon angegeben. Letztere stehen den Stirnwaffenträgern als gleichrangig gegenüber, sind aber höchstwahrscheinlich paraphyletisch. Die Leptomerycidae waren ausschließlich in Nordamerika verbreitet und traten dort vom Mittleren Eozän bis zum Unteren Miozän auf. Ähnlich den Hirschferkeln fehlte ihnen der Ansatz einer Stirnwaffe. Ihr Schädel war relativ flach und im Bereich des Rostrums stark ausgezogen. Die oberen Schneidezähne fehlten, allerdings war der Eckzahn abweichend von den Hirschferkeln eher klein ausgebildet. Die Gliedmaßen zeigten sich bei den Leptomeriycidae allgemein gestreckt. An den Hinterbeinen formten die Mittelfußknochen III und IV das Kanonenbein, während sie bei den Hirschferkeln noch getrennt sind. Außerdem war das Wadenbein bei ersteren stärker reduziert. Dadurch wirkten die Leptomerycidae in manchen Aspekten stammesgeschichtlich weiter entwickelt als die heutigen Hirschferkel.
Insgesamt wurden im Laufe der Zeit mehr als ein Dutzend Arten eingeführt. Folgende sind heute allgemein anerkannt:
- L. evansi Leidy, 1853
- L. exilis Cook, 1934
- L. mammifer Cope, 1885
- L. obliquidens Lull, 1922
- L. speciosus Lambe, 1908
- L. yoderi Schlaikjer, 1935

Die Art L. elissae, welche William W. Korth und Margaret E. Diamond im Jahr 2002 anhand zahlreicher Unterkieferreste aus der Brule-Formation in Nebraska eingeführt hatten, wurde im Jahr 2023 zur Gattung Santuccimeryx verschoben. Eine weitere Art, L. minimus, ist möglicherweise identisch mit L. exilis, während L. lenis wohl ein Synonym von L. evansi darstellt. Innerhalb der Gattung bildet L. evansi den bei weitem häufigsten Vertreter. In einzelnen Sammlungen dominiert er die anderen Arten im Verhältnis von 50:1.
Die Gattung Leptomeryx schließt zwei Entwicklungslinien ein. Die eine führt von L. yoderi über L. mammifer und L. exilis zu L. obliquidens, die andere von L. speciosus zu L. evansi. Beide Linien bestanden vom Oberen Eozän bis zum Oligozän. Sie unterscheiden sich in der Ausprägung des Entoconids, ein Haupthöcker der unteren Molaren. Dieser ist bei ersterer Linie konisch, bei letzterer zylindrisch gestaltet. Zudem lässt sich in der L. yoderi-L. mammifer-L. exilis-L. obliquidens-Linie eine Größenfluktuation verzeichnen in Form einer Zunahme von L. yoderi zu L. mammifer, einer Abnahme zu L. exilis und wieder eine Zunahme zu L. obliquidens. In der Linie L. speciosus-L. evansi kam es zu einer kontinuierlichen Körpergrößenreduktion, sie kulminierte vermutlich in der Gattung Santuccimeryx. Darüber hinaus fand eine Spezialisierung in einzelnen Zahnmerkmalen statt, wie etwa der deutlicheren Ausprägung der Palaeomeryx-Falte auf den unteren Molaren, die dann allerdings bei Santuccimeryx verloren ging. Die letztere Linie schließt möglicherweise auch L. agatensis mit ein, doch wird diese Art häufig zu Pronodens gestellt, welche einen phylogenetischen Nachfolger von Leptomeryx bildet. Eine etwas unklare systematische Position nimmt Hendryomeryx ein. Diese Form aus dem Mittleren Eozän zeichnet sich durch eine etwas ursprünglichere niederkronige Bezahnung aus. Sie wurde im Jahr 1978 benannt und vereint mehrere Arten, von denen einige anfänglich zu Leptomeryx gestellt wurden. Verschiedene Autoren weisen Hendryomeryx als identisch mit Leptomeryx aus, andere wiederum vermuten in der älteren Form den stammesgeschichtlichen Vorläufer der jüngeren.

## Forschungsgeschichte

### Leptomeryxund die White-River-Fauna

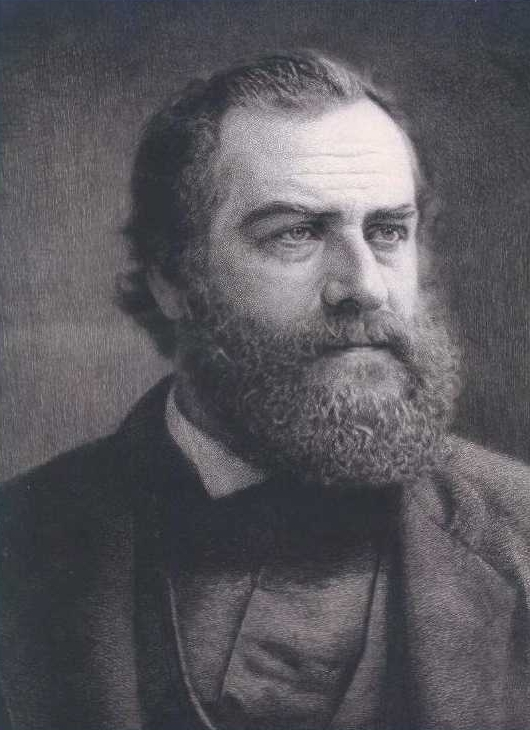
Joseph Leidy

Die Entdeckung von Leptomeryx ist eng mit der frühen Erforschung der Badlands in South Dakota verbunden. Seit den 1840er Jahren sammelten Pelztierjäger und Trapper in der Region Fossilien. Einige davon gelangten Wissenschaftlern zu Angesicht. Dadurch konnte Hiram Prout im Jahr 1846 als erstes verbürgtes Fossil aus dem White-River-Gebiet einen Unterkiefer vorstellen, der heute zu Megacerops gestellt wird. Nur kurz darauf, im Jahr 1847, folgte die Einführung von Poebrotherium durch Joseph Leidy, der wiederum ein Jahr später auch Merycoidodon benannte (dem er aber 1852 die heute ungültige Bezeichnung Oreodon verlieh). Durch die Funde geriet die Region stärker in den Fokus von geologisch und paläontologisch versierten Naturforschern. Im Jahr 1849 entsandte David Dale Owen seinen Assistenten John Evans in die Badlands, der diese in mehreren Expeditionen durchstreifte. Die dabei entdeckten Fossilreste übergab er Joseph Leidy. Darunter befand sich auch ein teilweise erhaltener Schädel eines Wiederkäuers (Exemplarnummer USNM 157), der nach heutiger Auffassung aus der Brule-Formation stammt und damit dem Unteren Oligozän angehört. Diesen verwendete Leidy dann zur wissenschaftlichen Erstbeschreibung von Leptomeryx, die im Jahr 1853 erschien. Damit stellt die Gattung den forschungsgeschichtlich ältesten Wiederkäuer dar, der aus dem Paläogen Nordamerikas benannt wurde. Der Gattungsname setzt sich aus den griechischen Wörtern λεπτός (leptos) für „schlank“ oder „klein“ und μήρυξ (meryx) für „Wiederkäuer“ zusammen. Leidy erkannte in dem Schädel Ähnlichkeiten zu den Hirschferkeln und zog Vergleiche zum Java-Kantschil. Zu Ehren von Evans benannte Leidy auch eine Art, L. evansi, welche heute als Typusart gilt.
In der Erstbeschreibung widmete Leidy Leptomeryx nur wenige Absätze. Deutlich umfangreicher behandelte er die Form im Jahr 1869 in seiner zweiten Monographie zu Fossilfauna der Badlands. Hierin bekräftigte er noch einmal die engen Beziehungen zu den Hirschferkeln. Diese Einschätzung wurde nachfolgend teilweise geteilt, etwa von Max Schlosser im Jahr 1887. Anders sah es hingegen Ludwig Rütimeyer wenige Jahre zuvor, da er eher Anbindungen an die Kamele vermutete. Bis zu diesem Zeitpunkt war allerdings nur der Schädel genauer vorgestellt worden. Erst im Verlauf der 1870er und 1880er Jahre kamen häufiger auch vollständige Skelette in den Badlands zum Vorschein. Ermöglicht wurden diese Entdeckungen durch das umfangreiche Engagement verschiedener US-amerikanischer Universitäten und Museen in diesem Zeitraum in den Badlands, wodurch das Fossilmaterial erheblich anwuchs. Infolgedessen konnte unter anderem Edward Drinker Cope im Jahr 1884 die Fußstruktur von Leptomeryx genauer beschreiben. Eine sehr detaillierte Abhandlung des Skelettes legte William Berryman Scott in einem umfangreichen Aufsatz im Jahr 1891 vor. Hierbei ließ sich die Verbindung zu den Tragulidae besser untermauern. Scott, der an der Princeton University ansässig war, bereiste ab 1882 das Gebiet der Badlands. Othniel Charles Marsh vom Yale Peabody Museum wiederum beauftragte im Jahr 1886 John Bell Hatcher zur Fossiliensuche in der Region. Nach einer erfolgreichen mehrjährigen Kooperation mit Marsh wechselte Hatcher später an die Princeton University über. Hatcher wurde um 1900 von William J. Sinclair abgelöst. Dessen Schüler Glenn L. Jepsen veröffentlichte ab dem Jahr 1936 gemeinsam mit Scott mehrere umfangreiche Monographien zur Fauna aus den Badlands. Der vierte Band der Reihe, erschienen 1940, widmete sich ausführlich den Paarhufern. Hierbei konnte Scott fast 50 Jahre nach seiner ersten Abhandlung zu Leptomeryx die Form erneut umfangreich und aktualisiert darstellen.

### Weitere Forschungen
Mit der Beschreibung durch Leidy und der Benennung der Typusart L. evansi war Leptomeryx anfänglich lediglich aus den Badlands und der Umgebung bekannt. Sie stellen bis heute auch das Hauptfundgebiet dar. Bereits im Jahr 1873 stellte Cope einen Schädel aus dem Gebiet der Great Plains in Colorado vor, den er der Gattung Trimerodus zuwies. Nur ein Jahr später vereinte er Trimerodus mit der Typusform von Leptomeryx, was andere Autoren später auch so sahen. Die Badlands waren aber ursprünglich wohl von mehreren Formen bewohnt. So führte Richard Swann Lull im Jahr 1922 die Art L. obliquidens ein, von der bisher nur ein schlecht erhaltener Schädel aus Hermosa in South Dakota vorliegt. Es handelt sich um eine ausgesprochen große Form des Unteren Oligozän. Harold J. Cook benannte im Jahr 1934 mehrere Arten, von denen allerdings nur das kleine L. exilis allgemein anerkannt ist. Sie basiert auf einem Unterkieferfragment aus der Brule-Formation bei Chadron in Nebraska und gehört damit dem Unteren Oligozän an. Dagegen ist für L. yoderi aus dem Goshen County im südöstlichen Wyoming eine ältere Stellung im Oberen Eozän verbürgt. Die Art wurde von Erich M. Schlaikjer im Jahr 1935 anhand eines Unterkiefers und einzelner oberer Zähne etabliert. Neben der ursprünglich starken Fokussierung auf die Badlands konnte wiederum Cope im Jahr 1885 das einstige Vorkommen der Gattung weit nach Norden bis in das südliche Saskatchewan ausdehnen. Er veröffentlichte in diesem Jahr einen Unterkiefer aus Assiniboia, der der Cypress-Hills-Formation entstammte. Für diesen kreierte er die Art L. mammifer. Ihr fügte Lawrence Morris Lambe im Jahr 1908 mit L. speciosus eine weitere aus der gleichen Region hinzu, für die ihm mehrere isolierte Zähne zur Verfügung standen. Beide Arten lebten im Oberen Eozän. Mit der kanadischen Provinz Saskatchewan war das heute bekannte nördliche Vorkommen von Leptomeryx umrissen. Ende der 1960er Jahre wurde die Gattung erstmals mit einem Unterkiefer auch aus der obereozänen Rancho Gaitan local fauna im nordmexikanischen Bundesstaat Chihuahua dokumentiert. Fast 50 Jahre später konnte dieses bis dahin südlichstes Fossilvorkommen um rund 1480 km weiter Richtung Süden in den Norden des mexikanischen Bundesstaates Oaxaca verschoben werden. Die dort aufgeschlossene Yolomécatl-Formation ist ebenfalls obereozänen Alters.
Neben der umfangreichen Darstellung von Leptomeryx verwies Scott die Gattung im Jahr 1940 zu den Hypertragulidae, einer ausgestorbenen Gruppe aus der Hirschferkel-Verwandtschaft. Innerhalb der Hypertragulidae hielt er die Unterfamilie der Leptomerycinae aus. Die Darstellung hatte Scott von Henry Fairfield Osborn aus dem Jahr 1910 übernommen (allerdings hatte Scott bereits 1899 in einer Abhandlung die Gruppe auf Ebene der Familie geführt). Die Bezeichnung selbst stammt von Karl Alfred von Zittel aus dem Jahr 1893. Zittel ordnete seine neu geschaffene Unterfamilie damals noch den Hirschferkeln direkt zu. In einer alternativen Systematik nach George Gaylord Simpson aus dem Jahr 1945 hatte die Verwandtschaftsgruppe um Leptomeryx nur den Status einer Tribus inne. Erst im Jahr 1955 setzte C. Lewis Gazin diese deutlich von den Hypertragulidae ab und etablierte sie – wieder – als eigenständige Familie.